# Monumento de Nikola Tesla
Monumento de Nikola Tesla (em azeri:  Nikola Teslanın heykəli) é uma estátua dedicada ao cientista sérvio Nikola Tesla, localizada na Bacu, Azerbaijaõ. Foi erguido em um parque no cruzamento da Avenida Azadlig com a rua Suleiman Rahimov. Os autores do monumento são o escultor Omar Eldarov e o arquiteto Sanan Salamzade. O monumento é fundido em bronze. Sua altura junto com o pedestal é de 3,3 metros.
A cerimônia de abertura do monumento ocorreu em 8 de fevereiro de 2013. A cerimônia contou com a presença do Presidente do Azerbaijão, Ilham Aliyev, a Primeira Dama do Azerbaijão, Mehriban Aliyeva, o Presidente da Sérvia, Tomislav Nikolić, e a Primeira Dama da Sérvia, Dragica Nikolic. Na cerimônia de abertura, os presidentes fizeram discursos.